# 布里格斯半島
64°31′S 63°1′W / 64.517°S 63.017°W
布里格斯半島是南極洲的半島，位於帕默群島中昂韋爾島東北岸，是因弗雷斯港的西部，該半島現時由南極條約體系管理。